# Ron Clark (professor)
Ron L. Clark, Jr. (Nascido em 1972)  é um professor, pedagogo e pedagogista norte-americano que trabalhou com alunos desfavorecidos nas áreas rurais da Carolina do Norte e do Harlem, Nova Iorque. É conhecido pelos seus livros sobre crianças de ensino médio (secundário).

## Biografia
Clark foi educado na East Carolina University, da Carolina do Norte, através do programa de Fellows e aceitou um emprego em Aurora, Carolina do Norte, após a sua formatura em 1994. Quatro anos mais tarde, partiu para o Harlem desejando um emprego como professor num estabelecimento dessa área de Nova Iorque.
O primeiro ano que Clark passou no Harlem, foi o tema de um filme para televisão, “The Ron Clark Story” (conhecido como “O Triunfo” no Brasil), no qual a sua figura foi interpretada por Matthew Perry.
Clark é conhecido pela sua capacidade de melhoria de resultados em testes usando métodos únicos e inovadores que incorporam inovação, criatividade e 55 regras de sala de aula. Já esteve em vários programas de TV nos Estados Unidos, incluindo duas aparições no Oprah Winfrey Show, no qual Winfrey se referiu a ele como seu primeiro "Phenomenal Man". Clark recebeu a distinção “Professor Disney 2001”
O projecto mais recente de Clark é a Ron Clark Academy, uma escola privada sem fins lucrativos, em Atlanta, Geórgia, onde os alunos seguem um currículo único. A escola também oferece aos alunos oportunidades de viagens internacionais e oferece oficinas de formação de professores para aprender mais sobre os métodos de Clark.

### A “Ron Clark Academy”
A “Ron Clark Academy”, está alojada num armazém de tijolo vermelho localizado no sudoeste de Atlanta, Geórgia. Os alunos são de famílias pobres ou ricas. Clark tinha planejado construir a escola dez anos antes de conseguir começar a sua construção.
Com o produto de seus dois livros: “The Essential 55” e “11 Excellent”, Clark obteve um financiamento adicional para o projeto que acabou por lhe custar mais de três milhões e meio de dólares norte-americanos. A academia foi criada em 25 de junho de 2007.  As aulas começaram para os alunos em 4 de setembro de 2007.

#### Tecnologia e instalações
Cada sala de aula tem computadores portáteis, quadros interactivos, câmaras digitais, projectores e equipamentos de áudio e vídeo. Além das salas de aula equipadas tecnologicamente, a escola oferece aos alunos um estúdio de gravação, uma câmara escura, uma biblioteca de dois andares, um ginásio, e um estúdio de dança.
A “Ron Clark Academy” usa computadores doados em todas as salas de aula e escritórios Como resultado, os alunos podem estudar fotografia, produção de música e liderança empresarial.

#### População estudantil
Os alunos que frequentam The Ron Clark Academy vêm de uma variedade de origens, incluindo estudantes de famílias de elevada riqueza. Devem passar por um processo de seleção, para entrar na escola. Os pedidos de inscrição dos alunos são revistos por Ron Clark e outros professores e os estudantes são seleccionados para serem entrevistados pela escola. Se o aluno é aceito, os pais devem assinar um contrato de obrigação em que aceitem ser voluntários 10 horas do seu tempo de cada trimestre. Eles também têm que autorizar o seu filho para ir em viagens em campo obrigatório essenciais ao currículo. Em 31 de outubro de 2008, os alunos da “Ron Clark Academy" foram nomeados a Pessoa ABC da Semana pela ABC World News Tonight. Como resultado, eles também foram convidados para se apresentar no 2009 WN2009.

### Livros
Ron escreveu dois livros. O primeiro, chamado  “The Essential 55” (no Brasil: "A arte de educar crianças"), um livro com regras do educador para descobrir que existe um estudante potencialmente bem sucedido em todas as crianças (2003). Esta obra está publicada em 25 países. Em 2004, Ron Clark publicou “11 Excellent” ("As 11 excelentes"), qualidades que os professores e os pais devem usar para motivar, inspirar e educar as crianças.
Em Dezembro de 2008, Oprah Winfrey doou 365 000 dólares a Ron Clark pela sua profunda dedicação ao ensino.

### Visão geral
A vida de Ron Clark é um hino à crença na educabilidade do homem, não deixando de ter traços utópicos, dada a extrema generosidade do professor. Durante a sua estadia no Harlem, teve dois empregos (foi empregado de um restaurante) pois desse modo custeava – a expensas próprias – muito do material que usava nas aulas. Sofreu um esgotamento físico e esteve muito doente, mas mesmo assim continuou a trabalhar.
Ron Clark pode ser considerado um “filho de Rousseau”. Além disso, o seu trabalho não é facilmente copiável por pessoas que não estão dispostas a fazer os sacrifícios que ele fez.